# Candidiopotamon rathbunae
Candidiopotamon rathbunae е вид десетоного от семейство Potamidae. Видът не е застрашен от изчезване.

## Разпространение и местообитание
Разпространен е в Провинции в КНР и Тайван.
Обитава скалистите дъна на сладководни басейни, морета, реки и потоци.

## Описание
Популацията на вида е стабилна.